# Лучків Віктор
Лучків Віктор (1878—1930) — український педагог, громадський та освітній діяч, за фахом — інженер-будівельник (фахівець з водного будівництва). Діяч НТШ.

## Життєпис
Випускник офіційної Львівської політехнічної школи (тепер Національний університет «Львівська політехніка»). Був деканом технічних курсів Українського таємного університету у Львові.  У 1922—1923 роках — обраний ректор Української (таємної) Високої Технічної Школи у Львові. Перебуваючи на посаді, встановив тісні контакти з представниками європейських вищих політехнічних шкіл. Завдяки цьому українські студенти мали можливість продовжити свої студії за кордоном, оскільки умови існування у Львові ставали нестерпними.

## Джерело
- Лучків Віктор // Енциклопедія українознавства : Словникова частина : [в 11 т.] / Наукове товариство імені Шевченка ; гол. ред. проф., д-р Володимир Кубійович. — Париж — Нью-Йорк : Молоде життя, 1955—1995. — ISBN 5-7707-4049-3. — Т. 4. — С. 1390.